# جواو مارتينز
جواو مارتينز هو لاعب كرة قدم برتغالي في مركز الوسط، ولد في 30 يونيو 1988 في أوليفيرا دو هوسبتل في البرتغال. شارك مع منتخب البرتغال تحت 16 سنة لكرة القدم ومنتخب البرتغال تحت 17 سنة لكرة القدم ومنتخب البرتغال تحت 18 سنة لكرة القدم ومنتخب البرتغال تحت 19 سنة لكرة القدم ومنتخب البرتغال تحت 20 سنة لكرة القدم ومنتخب البرتغال تحت 21 سنة لكرة القدم. أما مع النوادي، فقد لعب مع أتليتيكو كلوب دي برتغال وسبورتينغ لشبونة ومافرا ونادي أولهانينسي ونادي جل فيسنتي ونافال ونادي بينفايل ونادي فيزيلا وAcadémico de Viseu F.C. ‏ وC.D. Olivais e Moscavide ‏.

## وصلات خارجية
- جواو مارتينز على موقع قاعدة بيانات كرة القدم.إي يو (الإنجليزية)
- جواو مارتينز على موقع Soccerway.com (الإنجليزية)
- جواو مارتينز على موقع AS.com (الإسبانية)